# Roger Spottiswoode
Roger Spottiswoode (Ottawa, Ontario, 5 de enero de 1946) es un director de cine canadiense. Es más conocido como editor de filmes como Straw Dogs (Perros de paja, 1971) y Pat Garrett y Billy the Kid (1973), dirigidas por Sam Peckinpah, como guionista de 48 Hrs. (48 horas), protagonizada por Eddie Murphy y Nick Nolte, y dirigida por Walter Hill y estrenada en 1982. Como director se destaca su trabajo en películas como Air América, Bajo el fuego y El mañana nunca muere.

## Carrera
Spottiswoode inició su carrera cinematográfica en 1971 como editor del documental Love and Music (Amor y música), dirigido por Jason Pohland y George Sluizer, y de los films Straw Dogs (Perros de paja) y Pat Garrett and Billy The Kid (Pat Garrett y Billy The Kid), dirigidos por Sam Peckinpah. En 1980, se estrena Terror Train (El tren del terror), su primer film como director, protagonizado por Jamie Lee Curtis. En 1982, Spottiswoode dirigió la serie The Renegades (Los renegados), protagonizada por Patrick Swayze, mientras que en 1983, se estrenó el filme Under Fire (Bajo el fuego), protagonizado por Gene Hackman y Nick Nolte, inspirado en el asesinato de Bill Stewart en Nicaragua. A su vez, Spottiswoode dirigió comedias y films dramáticos como Los buenos tiempos (The Best of Times), protagonizado por Robin Williams y estrenado en 1986, Turner & Hooch (Socios y dabuesos), protagonizada por Tom Hanks y estrenada en 1989, Air América, protagonizada por Mel Gibson y Robert Downey Jr., estrenada en 1990, y Stop! Or My Mom Will Shoot (¡Alto! O mi mamá dispara), protagonizada por Sylvester Stallone y estrenada en 1992. Entre sus films más recientes, se encuentran el telefilm And the Band Played On (En el filo de la duda/Y la banda siguió tocando), protagonizado por Matthew Modine y Phil Collins, estrenado en 1993; Tomorrow Never Dies (El mañana nunca muere), protagonizado por Pierce Brosnan para la serie de films de James Bond, estrenado en 1997, The 6th Day (El sexto día), protagonizado por Arnold Schwarzenegger y estrenado en 2000, y Midnight Sun (El sol de medianoche), en 2014.

## Filmografía como director
- Terror Train (El tren del terror), 1980
- The Pursuit of D.B. Cooper (La persecución de D.B. Cooper), 1981
- Under Fire (Bajo el fuego), 1983
- The Best of Times (Los buenos tiempos), 1986
- Shoot to Kill (Dispara a matar), 1988
- Turner & Hooch (Socios y sabuesos), 1989
- Air América, 1990
- Stop! Or My Mom Will Shoot (¡Alto! O mi mamá dispara), 1992
- Mesmer, 1994
- Tomorrow Never Dies (El mañana nunca muere), 1997
- The 6th Day (El sexto día), 2000
- Spinning Boris (Transformando a Boris), 2003
- Ripley Under Ground (Mr. Ripley el regreso), 2005
- Shake Hands with The Devil (Dándole la mano al diablo), 2007
- The Children of Huang Shi (Los niños de Huang Shi), 2008
- Midnight Sun (El sol de medianoche), 2014